# ماكسيم ويغان
ماكسيم ويغان أو مكسيم ويغاند (بالفرنسية:Maxime Weygand)، ضابط رفيع في الجيش الفرنسي شارك في الحرب العالمية الأولى والثانية، وهو ثاني مفوض سامي عسكري انتدبته فرنسا لحكم سوريا ولبنان من أبريل 1923 إلى 29 نوفمبر 1924.
ولد في بروكسل 21 يناير 1867، وتوفي 28 يناير 1965، وهو عضو في الأكاديمية الفرنسية.

## نشأته
ولد ماكسيم ويغان في بروكسل (بلجيكا) ولكنه نشأ وتربى في فرنسا، وتلقى علومه الأولى في مدرسة داخلية في مرسيليا، وكان يعرف باسم مكسيم دي نيمال نسبة إلى معلمته تيريز دي نيمال Thérèse de Nimal. وتابع دراسته في ليسيه هنري الرابع، تمهيداً للانتساب إلى كلية سان سير Saint-Cyr العسكرية التي التحق بها عام 1885 طالباً من جنسية أجنبية لأنه بلجيكي بالولادة، وتخرج فيها عام 1888 بدرجة شرف. تطوع للخدمة في الجيش الفرنسي والتحق بمدرسة الخيالة في سومور Saumur وهو في سن الحادية والعشرين، واعترف به والده فرانسوا ويغان François Weygand فمنح الجنسية الفرنسية وأصبح ضابطاً شرعيا في سلاح الخيالة الفرنسي برتبة ملازم، وعُين في الفوج الرابع للخيالة الثقيلة في شامبري Chambéry.

## في الحرب العالمية الأولى والثانية

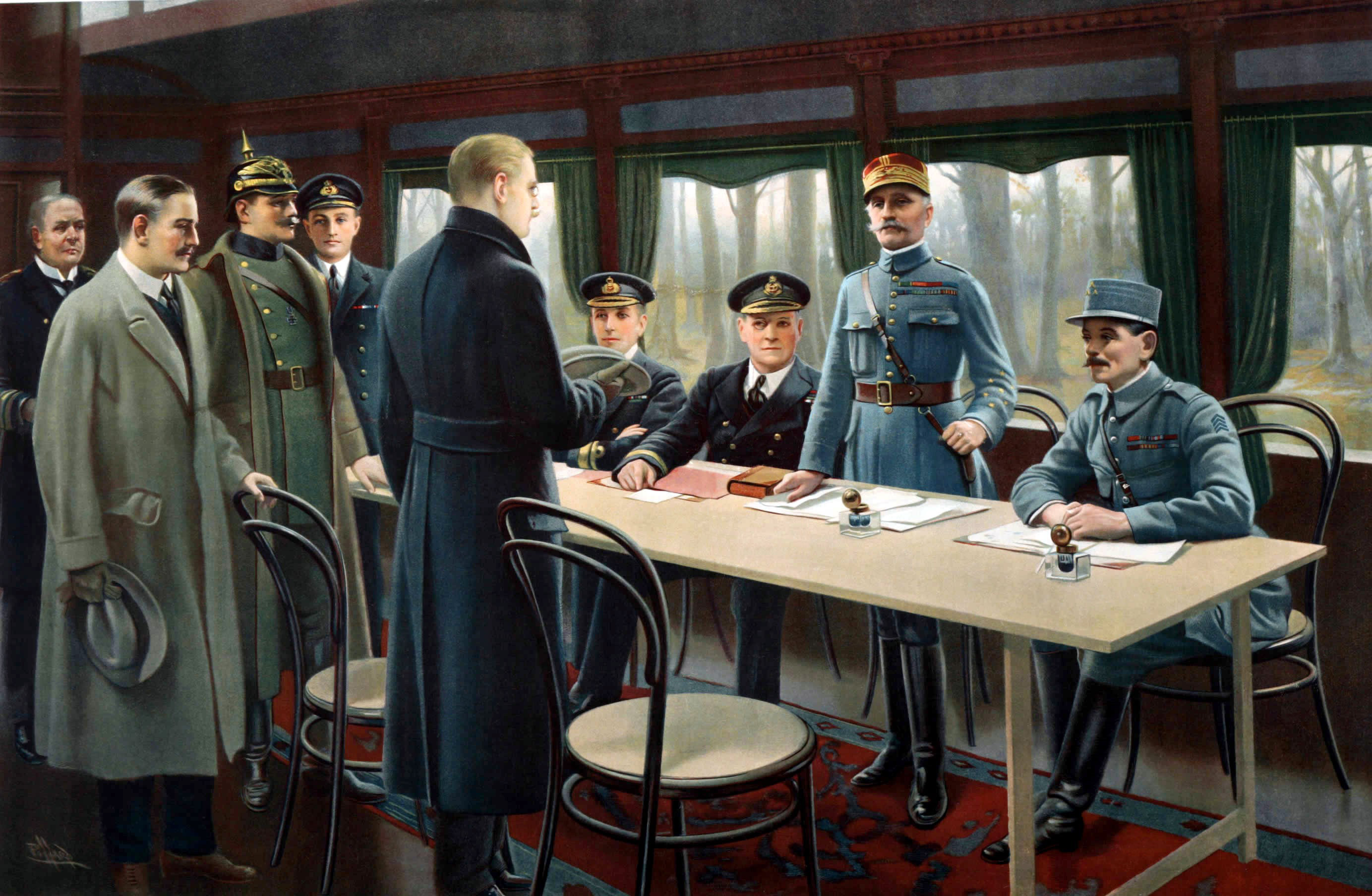
الجنرال ويغان الأول من اليمين جلوسا، عام 1918 إبّان توقيع معاهدة الهدنة مع ألمانيا

كان من المقربين من المارشال فرديناند فوش وقد أشرف في 11 تشرين الثاني عام 1918 على وضع شروط الهدنة في Rethondes مع الوفد الألماني لوقف الحرب.

إبان الحرب العالمية الثانية وفي 19 مايو 1940 عُيّن قائدا للجيش الفرنسي، وكان أحد أبرز القادة العسكريين الذين أعلنوا الهدنة مع ألمانيا النازية.
أصبح وزيرا في حكومة فيشي عام 1941، وبعد الحرب بقي من المدافعين عن أفكار المارشال بيتان، كما كان من داعمي أنصار الجزائر الفرنسية في فترة الحرب الفرنسية على الجزائر.

### المناصب العسكرية التي تولاها
- قيادة فرقة فرسان الخامسة في الجيش الفرنسي
- قيادة القوات الفرنسية في الشرق الأوسط
- رئيس الجيوش الفرنسية من 20 مايو 1940
- شارك في الحرب البولندية السوفيتية
- وأنهى حياته كوزير للدفاع الوطني الفرنسي في ظل حكومة فيشي

## المفوض السامي

### في لبنان
عُيِّن مفوضا ساميا في سوريا ولبنان في 19 نيسان/أبريل عام 1923، وصل بيروت في 9 أيار/مارس 1923، وكان أكليركياً، اُستدعيّ إلى باريس في 28 ت 2/نوفمبر 1924 وبقيّ حتى 5 ك 1/ديسمبر 1924 حيث أُبدل بالجنرال سراي الماسوني. في عهده هدأت الأحوال في لبنان بعض الشيء خاصة وأنه وعد اللبنانيين بدراسة مطالبهم.
لدى وصوله إلى بيروت عمّت موجة من الفوضى والاضطرابات والفتن الطائفية، وقام أنصار الوحدة بتقديم مذكرة للجنرال ويغان طالبوا فيها بإعادة الوحدة إلى البلاد السورية لأن ضم ولاية بيروت مع متصرفية جبل لبنان، قد تم بدون موافقة الأهالي وبدون استفتاء. وما أن بدأ الجنرال ويغان يتعرف إلى أحوال البلاد السورية ويستجيب لرغبات سكانها بإعلان اتحاد دولتي حلب ودمشق، حتى اضطر إلى ترك منصبه إثر تبدل الجو السياسي في فرنسا الناجم عن انتخابات عام 1924، الذي أوصل التحالف اليساري إلى الحكم.
في عهده تم تشريع الإيداع القانوني ونظام حقوق الملكية التجارية والصناعية.

### في سوريا
- ألغى الاتحاد السوري، وأنشأ وحدة بين دمشق وحلب اعتباراً من أول ك 2/يناير 1925 وإبقاء حكومة العلويين خارجة عن هذه الوحدة. كما أُفرج في 12 ت 1 1923 عن المُعتقلين في جزيرة أرواد ومنهم:[3] د. شهبندر وحسن الحكيم، وسعيد حيدر وإخوانهم وكانوا اعتقلوا بدمشق في 6 نيسان/أبريل 1922.
- أصدر قرارا يتضمن الموافقة على إصدار مجموعة طوابع سورية بعد إعلان الوحدة بين دولتي دمشق وحلب تحمل اسم الوحدة السورية.[4]

### موقفه من الصهيونية
رفض بشدة عام 1924 التوجه الصهيوني المُتمثل بسعي الصهيونية العالمية في تنفيذ ما عُرف في حينه بـ «فكرة الاتحاد الصهيوني في سوريا» فتنبّه الجنرال إلى الموضوع وعارضَهُ بكل الوسائل المُتاحة لهُ، وذلك خوفا من خسارة الانتداب الفرنسي أهم مُستعمرتين له في الشرق الأوسط هما سوريا ولبنان. وأصدر في 7 نيسان/أبريل 1924 المرسوم رقم 2547 لتنظيم شروط بيع وشراء الأراضي في لبنان من قبل الأشخاص المعنويين، ونص هذا المرسوم على أن كافة الصفقات العقارية في المناطق الحدودية اللبنانية المحاذية لفلسطين يجب أن تحصل مسبقاً على موافقة صريحة من المفوضية السامية لإنجازها.

## روابط خارجية
- ماكسيم ويغان على موقع الموسوعة البريطانية (الإنجليزية)
- ماكسيم ويغان على موقع مونزينجر (الألمانية)